# Kwilu
För andra betydelser, se Kwilu (olika betydelser).

Kwilus läge i Kongo-Kinshasa.

Kwilu är en provins i Kongo-Kinshasa, som bildades ur den tidigare provinsen Bandundu enligt planer i den nya konstitutionen 2006, genomförda 2015. Huvudstad är Bandundu och officiellt språk kikongo. Provinsen har 5,5 miljoner invånare.
Kwilu var en självständig provins också mellan 1962 och 1966. Den delas administrativt in i territorierna Bagata, Bulungu, Gungu, Idiofo och Masi-Manimba.